# バリー (ミサイル駆逐艦)
バリー（英語: USS Barry, DDG-52）は、アメリカ海軍のミサイル駆逐艦。アーレイ・バーク級の2番艦。艦名はアメリカ独立戦争時の大陸海軍軍人でアメリカ海軍の父と呼ばれているジョン・バリーにちなむ。この名を持つ艦としては4隻目。

## 艦歴
ミシシッピ州パスカグーラのインガルス造船所で建造され、バージニア州ノーフォークが母港。1番艦「アーレイ・バーク」建造後に行われた、燃料補給やヘリコプター運用などのいくつかの改修は本艦以降全ての艦に実施された。
「バリー」は数多くの賞を受賞し、特にバッテンベルク・カップは1994年、1996年、1998年と三度受賞した。そのため90年代後半には「バッテンベルク・バリー」の愛称で呼ばれることとなった。更に Battle E を四度受賞、ゴールデン・アンカーおよびシルバー・アンカーも受賞している。
2004年には大西洋艦隊で最も改善された艦としてアーレイ・バーク・フリート・トロフィーを受賞した。
2004年、「バリー」はニューヨークで行われたフリート・ウィークに参加した。
2011年3月、国連安保理決議1973で定められたリビア飛行禁止空域を実行するため、リビア沖に派遣され、オデッセイの夜明け作戦に従事した。
2016年3月14日、アメリカのアジア重視戦略「リバランス」の一環により配備先の横須賀基地に到着した。2017年までに第7艦隊に追加配備が計画されているイージス艦3隻のうち3隻目。※2016年1月6日(米海軍公式日2016.1.12）メイポート基地移動の「ラッセン」と入れ替わり配備となり第7艦隊のイージス艦総数は11隻。
2023年2月17日、約7年におよぶ前方展開を終え、定期メンテナンスを行うためワシントン州エバレット海軍基地へ向け出港した。
DDG-52という初期建造艦であるものの最新イージスシステムベースライン9をアップデート搭載しており、従来では対処できなかった複数かつ発射角度の違う弾道ミサイルを同時に迎撃可能な能力を有している。